# Buchermann
Buchermann ist eine Einöde bei Miesbach auf der Gemarkung Parsberg im oberbayerischen Landkreis Miesbach.

## Ortsbeschreibung
Die Einöde Buchermann liegt bei Stadlberg 2,3 km südöstlich des Bahnhofsplatzes von Miesbach. Sie trägt einen nicht-amtlichen Ortsnamen und ist kein eigenständiger Gemeindeteil von Miesbach. Daher wird die Bevölkerungsentwicklung nicht gesondert erfasst.